# Boschi Sereni - Torricella (San Biagio della Valle)
Boschi Sereni - Torricella (San Biagio della Valle) este o arie protejată (arie specială de conservare — SAC, sit de importanță comunitară — SCI) din Italia întinsă pe o suprafață de 421 ha, integral pe uscat.

## Localizare
Centrul sitului Boschi Sereni - Torricella (San Biagio della Valle) este situat la coordonatele 43°01′46″N 12°17′44″E / 43.029444°N 12.295556°E.

## Înființare
Situl Boschi Sereni - Torricella (San Biagio della Valle) a fost declarat sit de importanță comunitară în iunie 1995 pentru a proteja 46 de specii de animale. Situl a fost protejat și ca arie specială de conservare în august 2014.

## Biodiversitate
Situată în ecoregiunea mediteraneană, aria protejată conține 2 habitate naturale: Pajiști umede mediteraneene cu ierburi înalte de Molinio-Holoschoenion, Păduri panonice-balcanice de stejar turcesc - stejar sesil.
La baza desemnării sitului se află mai multe specii protejate:
- păsări (37): pițigoi codat (Aegithalos caudatus), ciocârlie-de-câmp (Alauda arvensis), șorecarul comun (Buteo buteo), sticlete (Carduelis carduelis), Certhia brachydactyla, porumbel gulerat (Columba palumbus), cioară neagră (Corvus corone), Corvus monedula, cuc (Cuculus canorus), pițigoi albastru (Cyanistes caeruleus), ciocănitoare pestriță mare (Dendrocopos major), măcăleandru (Erithacus rubecula), cinteză (Fringilla coelebs), lișiță (Fulica atra), gaiță (Garrulus glandarius), rândunică (Hirundo rustica), privighetoare (Luscinia megarhynchos), grangur (Oriolus oriolus), pițigoi mare (Parus major), fazan (Phasianus colchicus), pitulice de munte (Phylloscopus collybita), coțofană (Pica pica), ciocănitoarea verde (Picus viridis), aușel sprâncenat (Regulus ignicapilla), aușel cu cap galben (Regulus regulus), mărăcinar negru (Saxicola torquatus), sitar de pădure (Scolopax rusticola), cănăraș (Serinus serinus), țiclete (Sitta europaea), guguștiuc (Streptopelia decaocto), turturică (Streptopelia turtur), huhurez mic (Strix aluco), graur (Sturnus vulgaris), silvie cu cap negru (Sylvia atricapilla), pănțărușul (Troglodytes troglodytes), mierlă (Turdus merula), pupăză (Upupa epops)
- amfibieni (2): Salamandrina terdigitata, Triturus carnifex
- mamifere (4): liliac cu urechi de șoarece (Myotis blythii), liliac cu picioare lungi (Myotis capaccinii), liliac cărămiziu (Myotis emarginatus), liliac comun (Myotis myotis)
- nevertebrate (2): croitorul mare al stejarului (Cerambyx cerdo), rădașcă (Lucanus cervus)
- reptile (1): țestoasă bănățeană (Testudo hermanni)

Pe lângă speciile protejate, pe teritoriul sitului au mai fost identificate 5 specii de plante, 1 specie de păsări, 4 specii de amfibieni, 18 specii de mamifere, 8 specii de reptile.